# Feistritztal-Radweg
Der Feistritztal-Radweg (R8) ist ein 85 km langer Radweg in der Steiermark, Österreich. Er führt entlang der Feistritz, beginnt in Ratten im oberen Feistitritztal und endet in Fürstenfeld. Die ersten 18 Kilometer zwischen Ratten und Birkfeld verlaufen auf dem stillgelegten Streckenabschnitt der Feistritztalbahn.

## Verlauf

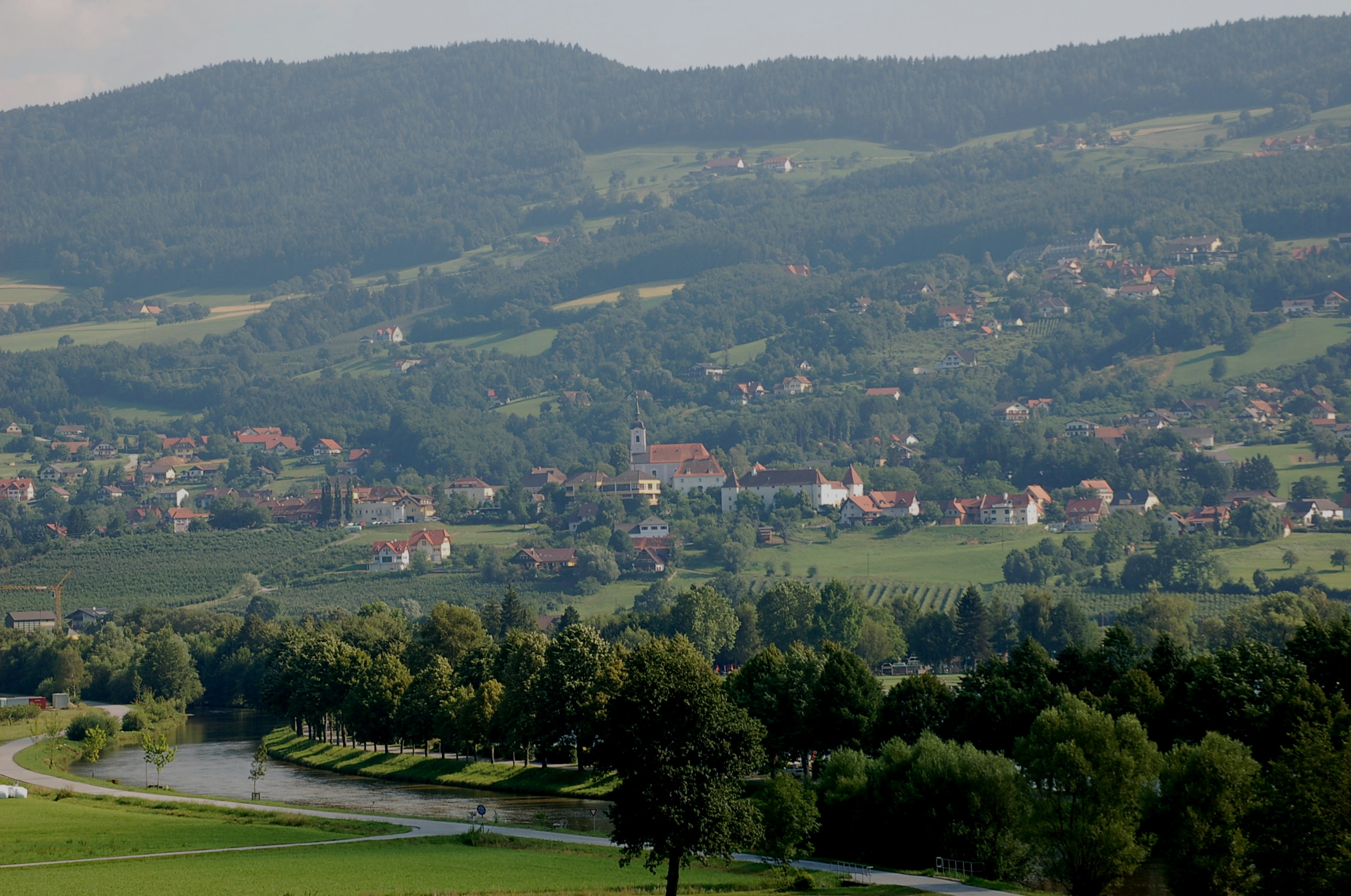
An der Feistritz, dahinter Stubenberg am See

Der 85 km lange Radweg verläuft von Ratten über Birkfeld (18 km), Koglhof, Anger (31 km), Oberfeistritz, Stubenberg am See (43 km), St. Johann bei Herberstein, Hirnsdorf, Großsteinbach (58 km), Großwilfersdorf, Altenmarkt bei Fürstenfeld und endet bei Kilometer 85 in Fürstenfeld.

## Sehenswürdigkeiten
Sehenswürdigkeiten sind unter anderem die Sommerrodelbahn in Koglhof, die Stubenbergklamm, der Stubenbergsee und der Tier- und Naturpark Schloss Herberstein. Im Frühjahr kann in Großsteinbach neben dem Freizeitzentrum die Schachblume bewundert werden.(von Nord nach Süd; flussabwärts geordnet)